# أنطونيو كاراتشيولو
أنطونيو كاراتشيولو (بالإيطالية: Antonio Caracciolo)‏ هو لاعب كرة قدم إيطالي في مركز الدفاع، ولد في 30 يونيو 1990 في تيمبيو باوسانيا في إيطاليا. لعب مع اتحاد بافيا لكرة القدم وإنتر ميلان ونادي باري ونادي بريشيا ونادي جنوى ونادي كريمونيسي وهيلاس فيرونا.

## وصلات خارجية
- أنطونيو كاراتشيولو على موقع قاعدة بيانات كرة القدم.إي يو (الإنجليزية)
- أنطونيو كاراتشيولو على موقع بيانات كرة القدم. دي إي (الألمانية)
- أنطونيو كاراتشيولو على موقع Soccerbase.com (لاعب) (الإنجليزية)
- أنطونيو كاراتشيولو على موقع Soccerway.com (الإنجليزية)
- أنطونيو كاراتشيولو على موقع عالم كرة القدم.نت (الإنجليزية)